# Pierre Grimal
Pierre Grimal (* 21. November 1912 in Paris; † 11. Oktober 1996 ebenda) war ein französischer Altphilologe und Althistoriker. Grimal gilt als einer der einflussreichsten und wirkkräftigsten klassischen Philologen des 20. Jahrhunderts.
Grimal studierte ab 1932 an der École Normale Superieure. 1935 wurde Grimal Agrégé des Lettres, 1935 bis 1937 war er Mitglied der École française de Rome. Dort war er Schüler von Jean Bayet und Jérôme Carcopino. Danach war er Gymnasiallehrer in Rennes. 1944 wurde er über die Gärten der Römer promoviert (Les Jardins romains. Essai sur le naturalisme romain). 1941 wurde er auf eine Professur an die Universität Caen berufen, wo er bis 1945 blieb. Danach wechselte er bis 1952 an die Universität Bordeaux. Seit 1952 lehrte er Lateinische Philologie und Römische Kultur an der Pariser Sorbonne.
Grimal verfasste zahlreiche Bücher sowohl fachwissenschaftlicher Art, populärwissenschaftlicher Natur und sogar in belletristischer Form. Als sein Hauptwerk gilt das 1960 erschienene La Civilisation Romaine, das schnell in andere Sprachen übersetzt wurde, darunter 1961 ins Deutsche („Römische Kulturgeschichte“). Einer breiten Öffentlichkeit wurde er als Mitautor des sechsten und siebten Bandes der Fischer Weltgeschichte und als Herausgeber des Werkes „Mythen der Völker“ bekannt.
Grimal schrieb auch historische Romane (Mémoires de T. Pomponius Atticus, Mémoires d’Agrippine, Le procès de Néron) und übersetzte aus dem Lateinischen Cicero, Seneca, Frontinus (Über die Aquädukte von Rom), Tacitus (Gesamtwerk, La Pleiade), Apuleius, Petronius (Satyricon), Plautus (Gesamtwerk) und Terenz (Gesamtwerk) ins Französische. Aus dem Griechischen übersetzte er Heliodor, Lukian von Samosata, Flavius Philostratus, Longos, Achilleus Tatios, Chariton von Aphrodisias (alle in der Reihe griechischer und römischer Romane der Bibliothèque de la Pléiade).
1964 wurde er Ritter der Ehrenlegion. 1975 wurde er Mitglied der Académie des inscriptions et belles-lettres und war im Jahr 1985 ihr Präsident. Im Dezember 1981 wurde er Mitglied der Académie royale des Sciences, des Lettres et des Beaux-Arts de Belgique (Classe des Lettres et des Sciences morales et politiques).
Der Ägyptologe Nicolas Grimal ist sein Sohn, die Latinistin Florence Dupont seine Tochter.

## Veröffentlichungen (Auswahl)
Deutsche Ausgaben:
- Römische Kulturgeschichte. Droemer/Knaur, München 1961 (Original: La civilisation romaine).
- Auf der Suche nach dem antiken Italien. Verlag Heinrich Scheffler, Frankfurt am Main 1965 (Original: A la Recherche de l’Italie antique. Librairie Hachette, Paris).
- Seneca. Macht und Ohnmacht des Geistes, Wissenschaftliche Buchgesellschaft, Darmstadt 1978 (Impulse der Forschung, Band 24) (Original: Sénèque) ISBN 3-534-06075-X.
- (Hrsg.): Der Hellenismus und der Aufstieg Roms: Die Mittelmeerwelt im Altertum II, Fischer, Frankfurt 1965 (Fischer Weltgeschichte)
- (Hrsg.): Der Aufbau des römischen Reiches: Die Mittelmeerwelt im Altertum III, Fischer Weltgeschichte, Fischer Taschenbuch Verlag, Frankfurt am Main, 1966, 1981, ISBN 3-596-60007-3.
- Liebe im Alten Rom, Societäts-Verlag, Frankfurt am Main 1981 (Original: L’amour à Rome) ISBN 3-7973-0376-9.
- Vergil. Biographie, Artemis, Zürich-München 1987, (Original: Virgile ou la seconde naissance de Rome) ISBN 3-7608-0722-4.
- Cicero. Philosoph, Politiker, Rhetor, List, München 1988 (Original: Cicéron) ISBN 3-471-77649-4.
- Pompeji. Ort der Mysterien, Metamorphosis, München 1993 (Original: Pompéi) ISBN 3-928692-06-2.
- Die Kirchen Roms. Glanzvolle Symbole der Ewigkeit, Belser 2006
- mit Eckart Peterich Götter und Helden: die klassischen Mythen und Sagen der Griechen, Römer und Germanen, dtv, München 2000
- Das antike Italien, Societäts Verlag, 1979
- Auf der Suche nach dem Antiken Italien; Scheffler 1965, Lübbe 1978
- Herausgeber Mythen der Völker, 3 Bände, Fischer Bücherei, Frankfurt a. M. 1967. Deutsche Erstausgabe von Mythologies, Librairie Larousse, Paris 1963

Französische Ausgaben:
- Dictionnaire de la mythologie grecque et romaine, publié aux Presses universitaires de France (PUF), 1951,  5. Auflage 1976
- mit Adrien Cart, Jacques Lamaison, Roger Noiville: Grammaire latine, Nathan, 1955–2007
- Romans grecs et latins, Bibliothèque de la Pléiade, 1958 (mit Übersetzungen)
- Le siècle des Scipions : Rome et l’hellénisme au temps des guerres puniques, Aubier, 2. Auflage 1975
- La littérature latine, PUF, Que sais-je ?, 1965
- La mythologie grecque, PUF Que sais-je ?, 9. Auflage 1978
- L’art des jardins, PUF Que sais-je ?, 3. Auflage 1974
- Les villes romaines, PUF Que sais-je ?, 1954, 7. Auflage 1990
- La vie de la Rome antique, PUF, Que sais-je ?, 1994
- Le siècle d’Auguste, PUF Que sais-je ?, 1965
- Petite histoire de la mythologie et des dieux, Fernand Nathan, 1954
- Dans les pas des césars, Hachette, 1955
- Horace, Éditions du Seuil, 1955
- La civilisation romaine, Vorwort Raymond Bloch, Arthaud, 1960, 4. Auflage 1970 (Reihe Les grandes civilisations)
- Italie retrouvée, PUF, 1979
- Nous partons pour Rome, PUF, 3. Auflage 1977
- L’amour à Rome, Belles Lettres, 1979
- Histoire mondiale de la femme, Nouvelle Librairie de France, 1965
- Étude de chronologie cicéronienne, Belles Lettres, 1977
- Essai sur l’« Art poétique » d’Horace, Paris SEDES, 1968
- Le guide de l’étudiant latiniste, PUF, 1971
- La «Guerre civile» de Pétrone, dans ses rapports avec la «Pharsale», Belles Lettres, 1977
- Le lyrisme à Rome, PUF, 1978
- Sénèque ou La conscience de l’Empire, Belles Lettres, 1978
- Le théâtre antique, PUF, Que sais-je ?, 1978
- Le Quercy de Pierre Grimal, Arthaud, 1978
- Sénèque, PUF Que sais-je, 1981
- mit C. Carcopino und P. Oubliac: Jérôme Carcopino, un historien au service de l’humanisme, Belles Lettres, 1981
- Rome : les siècles et les jours, Arthaud, 1982
- Virgile ou La seconde naissance de Rome, Arthaud, 1985
- Rome, la littérature et l’histoire, École française de Rome, 1986
- Cicéron, Fayard, 1986
- Les erreurs de la liberté, Belles Lettres, 1989
- Le merveilleux voyage d’Ulysse, Le Rocher, 1989
- Tacite, Fayard, 1990
- Pompéi: demeures secrètes, Imprimerie nationale, 1992
- L’Empire romain, éditions de Fallois, 1993
- Savoir se penser, Eshel, 1994
- Marc-Aurèle, Fayard, 1994
- La littérature latine, Fayard, 1994
- L’âme romaine, Perrin, 1997.
- Églises de Rome, Imprimerie nationale, 1997
- Le dieu Janus et les origines de Rome, Berg international, 1999
- Histoire de Rome, Mille et une nuits, 2003.
- Voyage à Rome, Laffont, (Bouquins), 2004.
- Rome et l’amour, Robert Laffont, 2007

Belletristik:
- Le procès de Néron, éditions de Fallois, 1995
- Les Mémoires d’Agrippine, éditions de Fallois, 1992
  - Deutsche Übersetzung: Die Wölfin von Rom. Roman, Goldmann, München 1994 ISBN 3-442-42324-4.
- Les mémoires de T. Pomponius Atticus, Belles Lettres, Paris 1976